# Scaphocalyx
Scaphocalyx es un género de plantas de plantas fanerógamas con dos especies de arbustos perteneciente a la familia de las achariáceas

## Especies
- Scaphocalyx parviflora
- Scaphocalyx spathacea